# 撒種的比喻
撒種的比喻（英語：Parable of the Sower）是耶稣说的一个比喻。

## 福音书记载
对观福音：
- 《马太福音》第13章第3-23节
- 《马可福音》第4章第1-29节
- 《路加福音》第8章第4-15节

## 内容和解释
撒種的人撒種時，有落在路旁，土淺石頭地，荊棘裡，好土裡，其結果不同。耶穌解明撒種的比喻：
那些在路旁的，就是人聽了道，隨後魔鬼來，從他們心裡把道奪去，恐怕他們信了得救。
那些在磐石上的，就是人聽道，歡喜領受，但心中沒有根，不過暫時相信，及至遇見試煉就退後了。
那落在荊棘裡的，就是人聽了道，走開以後，被今生的思慮、錢財、宴樂擠住了，便結不出成熟的子粒來。

那落在好土裡的，就是人聽了道，持守在誠實善良的心裡，並且忍耐著結實。 